# Émile Blondel
Pour les articles homonymes, voir Blondel.
Émile Blondel, né le 6 août 1893 au Havre et mort le 13 septembre 1970 aux Pavillons-sous-Bois, est un peintre français.

## Biographie
Émile Blondel naît le 6 août 1893 au Havre,.
Issu d'une famille nombreuse, il est contraint de travailler à l'âge de six ans. Il est mousse à l'âge de seize ans à bord d'un bateau de pêche au large des côtes de Terre-Neuve. Ensuite docker et garçon de ferme, il devient conducteur d'autobus dès son arrivée à Paris en 1925. Ayant toujours peint, à sa retraite en 1935, il peut se consacrer pleinement à son art.
Il meurt le 13 septembre 1970 aux Pavillons-sous-Bois,.